# MyOpenLab
MyOpenLab é um programa de desenvolvimento baseado em elementos gráficos com o objectivo de simulação e modelação de sistemas físicos, eletrónicos e de controlo. Trata-se de uma ferramenta gratuita cujo projeto foi iniciado por Carmelo Daniel Salafia e transferido em 2017 para o atual programador Javier Velásquez. Esta ferramenta está disponível gratuitamente sob uma Licença Pública Geral GNU em espanhol, inglês e alemão.
O uso de ambientes de simulação e modelação de sistemas físicos, eletrónicos e de controlo existentes são em geral ferramentas caras sob licenças e com restrições de utilização. O MyOpenLab faz a modelação e simulação gratuita e abertamente competindo no campo educacional com outras ferramentas de programação visual como o Labview.
Este programa é uma aplicação Java e por isso funciona em todos os sistemas operativos.